# Stadt im Würgegriff
Stadt im Würgegriff ist ein US-amerikanischer Kriminalfilm aus dem Jahr 1952 von Robert Wise mit John Forsythe in der Hauptrolle. Der Film noir wurde von United Artists in den Verleih gebracht.

## Handlung
Der Zeitungsredakteur Jim Austin und seine Frau Marge tauchen in einer Polizeistation im Mittleren Westen auf, um den Gangstern zu entkommen, die sie verfolgen. Sie bitten den Sergeant, ihnen zu helfen, sicher in die Hauptstadt zu gelangen. Als der Sergeant seinen Vorgesetzten nicht anrufen kann, beginnt Jim, seine Geschichte auf einem Bandgerät der Polizei aufzuzeichnen.
Jim wird einige Wochen zuvor in einer nahegelegenen mittelgroßen Stadt von Detektiv Clyde Nelson kontaktiert, der darauf besteht, dass sie sich heimlich in der örtlichen Bibliothek treffen. Dort enthüllt Nelson, dass er bei der Untersuchung einer Unterhaltsklage von Margaret Sirak gegen ihren Ex-Ehemann, den Versicherungsmagnaten Murray Sirak, etwas aufgedeckt hat, das wie ein riesiger Glücksspielring aussieht, der von Sirak betrieben wird und an dem auch Polizeichef Gillette beteiligt ist. Daraufhin startete die Polizei eine Drohkampagne gegen Nelson, die von der Ausstellung von Strafzetteln über das Abhören seiner Telefone bis hin zur Verfolgung reichte. Kürzlich wurde ihm die Lizenz als Detektiv entzogen. Nun fürchtet Nelson um sein Leben und drängt Jim, die Geschichte in seiner Zeitung zu veröffentlichen. Jim hat Zweifel, aber als er Polizisten vor der Bibliothek sieht, wird seine Neugier geweckt. Er besucht Gillette, der ihm versichert, dass Nelson instabil sei und dass er nur beschattet werde, um sicherzustellen, dass er keine Gerüchte verbreitet. 
Jim ist beruhigt, bis er einige Wochen später einen dringenden Anruf von Nelson erhält, der Jim anfleht, ihn zu treffen. Jim weigert sich, aber als er später erfährt, dass Nelson bei einem Unfall mit Fahrerflucht ums Leben gekommen ist, eilt er zur Leichenhalle. Dort erzählt ihm Mrs. Nelson, dass ihnen seit Tagen ein Auto mit einem Kennzeichen aus Florida gefolgt sei, und macht Sirak für den Tod ihres Mannes verantwortlich. In den nächsten Tagen veröffentlicht Jim eine Reihe von Leitartikeln, in denen er fragt, warum die Polizei Nelsons Tod nicht gründlicher untersucht. Als Gillette ihn deswegen rügt, antwortet Jim, dass er sich selbst um den Tod kümmern werde. Er besucht Margaret, die sich weigert, seine Fragen zu beantworten. Bei der Durchsuchung von Nelsons Büro entdeckt er eine Notiz von Margaret, in der alle Buchmacher in der Gegend aufgeführt sind. Von den Buchmachern, die er kontaktiert, erhält Jim keine Informationen, aber er bemerkt, dass ihm ein Streifenwagen folgt.
Jim besucht das Lagerhaus des letzten Buchmachers auf der Liste und findet dort einen vertraut aussehenden Mann, der im Hinterzimmer ein Geschäft führt. Beim Durchsehen von Presseausschnitten erkennt Jim, dass es sich bei dem Mann in Wirklichkeit um den mächtigen Gangster Dominick Fabretti handelt. Jim schickt den jungen Reporter Phil Harding ins Lagerhaus, um Fabretti zu beobachten. Als der Gangster das Lagerhaus verlässt, kontaktiert Phil Jim. Die beiden machen ein Foto von Fabretti. Nachdem Jim das Foto am Abend entwickelt hat, wird er von Gangstern brutal zusammengeschlagen, die auch den Film stehlen. Sirak sucht Jim in seinem Büro auf und bietet ihm ein Bestechungsgeld an, damit er die Ermittlungen einstellt. Jims Chef Don Carey hört, wie Jim ablehnt und drängt ihn, nicht zu versuchen, die Welt zu reformieren. Bald bemerkt Jim ein Auto mit einem Nummernschild aus Florida, das vor seinem Haus parkt, und stellt fest, dass sein Telefon abgehört wird. Darüber hinaus streichen die Anzeigenkunden der Zeitung, darunter viele nebenbei Buchmacher, ihre Anzeigen und drohen mit Vergeltungsmaßnahmen. Zu Hause, gerade als Marge Jim sagt, dass sie nicht weiter in Angst leben kann, erscheint Margaret. Sie schluchzt betrunken, dass ihr Ex-Mann gezwungen wurde, mit Gangstern Geschäfte zu machen. Als Nelson dies herausfand, ließ die Bande ihn töten. Sie stimmt Jims Bitte zu, eine eidesstattliche Aussage zu unterzeichnen. Als sie jedoch am nächsten Tag nicht in der Anwaltskanzlei erscheint fährt Jim zu ihrer Wohnung, wo er sie tot auffindet. Die Polizei stuft ihren Tod als Selbstmord ein, und obwohl Jim einen vernichtenden Leitartikel schreibt, weigert sich Don, ihn zu drucken, weil es keinen Beweis für einen Mord gibt. Wütend gibt Jim auf und stellt Gillette zur Rede, der ihn zum Lagerhaus begleitet. Dort stellt jedoch heraus, dass Fabretti mit seinen Leuten verschwunden ist. Der Polizeichef sagt Jim, dass er machtlos sei, die Beteiligung von Gangstern an der Buchmacherei zu stoppen.
Jim wendet sich an Reverend Nash und andere örtliche Geistliche. Obwohl sie über das Ausmaß des Problems beunruhigt sind, kommen sie zu dem Schluss, dass die Korruption schon zu weit verbreitet ist, um gestoppt zu werden. In dieser Nacht sitzt Jim in seinem abgedunkelten Büro und trinkt niedergeschlagen, als er ein Memo von Senator Estes Kefauver über den Sonderausschuss des Staates zur Untersuchung der organisierten Kriminalität im zwischenstaatlichen Handel (Senate Special Committee to Investigate Crime in Interstate Commerce) liest. Ihm wird klar, dass er sofort zum Ausschuss in der Hauptstadt fahren muss. Obwohl Sirak auftaucht und ihn erneut bestechen will, weigert sich Jim. Er und Marge brechen um Mitternacht in die Hauptstadt auf. Unterwegs bemerken sie jedoch, dass ihnen das Auto aus Florida folgt, und sind gezwungen, zur nächsten Polizeistation zu fliehen. 
Als Jim seinen Bericht beendet, warten sie, bis Polizisten eintreffen, um ihn in die Hauptstadt zu begleiten. Obwohl ihm noch vor der Tür des Ausschusses ein Drohbrief zugesteckt wird, betritt Jim entschlossen den Saal.

## Hintergrund
Gedreht wurde der Film vom 20. September bis Mitte Oktober 1951.
In einem schriftlichen Vorwort des Senators Estes Kefauver heißt es: „Normalerweise denken Amerikaner nicht viel über die Existenz organisierter Kriminalität nach.“ Kefauver erscheint auch am Ende des Films und erklärt, dass der echte Redakteur, auf dem die Figur von „Jim“ basierte, nicht getötet wurde und dass die Verwaltung seiner Stadt dank seines Mutes ehrlich geworden sei. Kefauver warnte davor, dass lokale Kriminalität niemals harmlos sei und von den Bürgern schnell unterdrückt werden müsse.
In einem von Robert Wise verfassten Zeitungsartikel vom Mai 1952 erklärte der Regisseur, dass er, nachdem er von Senator Kefauvers Ausschuss gegen organisierte Kriminalität gehört hatte, eine Artikelserie des Journalisten Alvin Josephy Jr. über ein lokales Syndikat gefunden und Josephy überredet habe, mit Karl Kamb zusammenzuarbeiten, um die Artikel in das Drehbuch für den Film umzuwandeln. Wise berichtete, dass er während der Dreharbeiten zum Film in Reno (Nevada) von Mitgliedern der lokalen Unterwelt beobachtet wurde.
Wie aus dem Abspann hervorgeht, wurde der Film mit den Hoge-Objektiv gefilmt, einer Erfindung von Ralph Hoge und Gregg Toland, die es dem Regisseur ermöglichte, eine klare, tiefenscharfe Aufnahme mit wenig Licht zu machen. Der Film war die erste Veröffentlichung von Aspen Productions, einem Unternehmen im Besitz von Wise und Mark Robson, das einen Vertrag über fünf Filme mit John Forsythe unterzeichnet hatte. Joan Camden gab in dem Film ihr Spielfilmdebüt.
Verantwortlicher Toningenieur war James G. Stewart. Musikalischer Direktor war Emil Newman.

## Synchronisation
Die deutsche Synchronfassung entstand 1987 im Auftrag der Taunus Ton Bearbeitung in Frankfurt (Main).
| Rolle                | Schauspieler       | Deutscher Synchronsprecher |
| -------------------- | ------------------ | -------------------------- |
| Jim Austin           | John Forsythe      | Christian Wolff            |
| Marge Austin         | Joan Camden        | Heidi Treutler             |
| Don Carey            | Harold J. Kennedy  | Hartmut Reck               |
| Margaret Sirak       | Marjorie Crossland | Rosemarie Fendel           |
| Murray Sirak         | Victor Sutherland  | Alf Marholm                |
| Polizeichef Gillette | Ray Teal           | Kurt E. Ludwig             |
| Anderson             | Jess Kirkpatrick   | Manfred Seipold            |

## Veröffentlichung
Die Premiere des Films fand am 26. März 1952 in New York statt. In der Bundesrepublik Deutschland wurde er am 10. März 1988 im deutschen Fernsehen ausgestrahlt.

## Kritiken
Der Filmkritiken-Aggregator Rotten Tomatoes hat in einer Auswertung von zehn Kritiken eine Zustimmungsrate von 70 Prozent errechnet. Das Publikumsergebnis hat sich bei 67 Prozent positiver Bewertungen eingependelt.
Eher zurückhaltend äußerte sich Bosley Crowther in der The New York Times. Er befand, während der Film sich schnell entfalte, erscheine dieses bescheidene Drama echt und beunruhigend. Im Vergleich zu den aufgeräumten Häusern und Straßen einer echten halbstädtischen Gemeinde, die den authentischen Look noch verstärke, entstehe ein ziemlich bösartiges Problem, noch bevor das Publikum Zeit habe, innezuhalten und nachzudenken. Unter der Leitung von Robert Wise werde alles sehr ernsthaft gespielt, doch irgendwo in der Mitte dieses Geschehens könne ein aufmerksamer und wissender Beobachter einige provozierende Lücken entdecken. Karl Kamb und Alvin Josephy Jr. haben in ihrem Drehbuch den Faktor der öffentlichen Meinung fast völlig außer Acht gelassen und ihren Herausgeber so tun lassen, als könne er seine Geschichte nicht erzählen, obwohl er jeden Tag eine Zeitung veröffentlicht. Um die Spannung in ihrem Bild zu erhöhen, haben sie ihren Mann seltsamerweise isoliert. Der Fehler in ihrem Drehbuchschreiben besteht darin, dass sie ihren Helden bei seiner Arbeit versauern lassen. Zu Senator Kefauver zu gehen, scheine für ihn eine schwache und dumme Sache zu sein.
Hingegen sah die Variety in dem Werk ein spannendes, fesselndes Drama.
Das Lexikon des internationalen Films schrieb: „Routiniert inszenierter, düsterer Kriminalfilm, der zwar etwas pathetisch Bürgerpflichten und -tugenden anmahnt, aber spannende Unterhaltung bietet.“